# Monghidoro
Monghidoro is een gemeente in de Italiaanse metropolitane stad Bologna (regio Emilia-Romagna) en telt 3905 inwoners (31-12-2004). De oppervlakte bedraagt 48,2 km², de bevolkingsdichtheid is 75 inwoners per km².
De volgende frazioni maken deel uit van de gemeente: Ca' del Costa, Ca' de Marchi, Ca' di Pallerino, Campeggio, Frassineta, La Ca', Pallerano, Piamaggio, Madonna dei boschi.

## Demografie
Monghidoro telt ongeveer 1817 huishoudens. Het aantal inwoners steeg in de periode 1991-2001 met 23,1% volgens cijfers uit de tienjaarlijkse volkstellingen van ISTAT.
| Jaar | Inwoneraantal |
| ---- | ------------- |
| 1991 | 2940          |
| 2001 | 3618          |

## Geboren
- Gianni Morandi (1944), zanger

## Geografie
De gemeente ligt op ongeveer 841 meter boven zeeniveau.
Monghidoro grenst aan de volgende gemeenten: Firenzuola, Loiano, Monterenzio, Monzuno, San Benedetto Val di Sambro.